# Andrea Vrabcová
Andrea Vrabcová (* 18. März 1995 in Krpeľany, Turany) ist eine slowakische Fußballspielerin.

## Karriere

### Verein
Vrabcová startete ihre Karriere im Distrikt Martin beim FK Šútovo. 2009 verließ sie den Verein und wechselte in die C-Jugend des TJ Dynamo Krpeľany, wo sie am 16. März 2010 in die erste Mannschaft aufstieg. Dort machte sie den Scouts von ŠKF Žirafa Žilina auf sich aufmerksam und verkündete am 31. August 2010 ihren Wechsel zu dem Verein aus Žilina.

### Nationalmannschaft
Vrabcová ist A-Nationalspielerin der slowakischen Fußballnationalmannschaft. Sie spielte ihr A-Länderspieldebüt am 26. Oktober 2013 gegen Kroatien.

## Persönliches
Vrabcová besuchte bis Sommer 2013 die ZŠ Krpeľany und war in ihrer Schulzeit als Sprinterin für den FSC Žilina aktiv.